# رنتسو نوستینی
رنتسو نوستینی (ایتالیایی: Renzo Nostini؛ ‏تلفظ در ایتالیایی: [ˈrɛntso]؛ ‏ ۲۷ مهٔ ۱۹۱۴ – ۱ اکتبر ۲۰۰۵) ورزشکار پنج‌گانه مدرن اهل ایتالیا بود.
وی در مسابقات کشوری و بین‌المللی در مجموع برندهٔ ۴ مدال نقره شده‌است.